# Trevor Wilkinson
Trevor Wilkinson (Blackpool, 14 mei 1923 - Menorca, 6 juni 2008) was een Engelse autobouwer en oprichter van het automerk TVR (de medeklinkers in zijn voornaam TreVoR).
Wilkinson ging van school op zijn 14de en ging in de leer bij een plaatselijke garage. In 1946, op 23-jarige leeftijd, kocht hij een wielmakerij in Blackpool die hij Trevcar Motors noemde. Hij repareerde er auto’s en deed er ingenieurswerk. In 1949 bouwde hij er op het chassis van een Alvis Firebird zijn eerste auto, de Mark I (later de Grantura). Het was een tweezitter met een glasvezel carrosserie waarvan de basis tot 1980 werd gebruikt. Daarna werd met de Tasmin een nieuwe weg ingeslagen.
Wilkinson had TVR al in 1962 verlaten, alhoewel hij het bedrijf pas in 1965 verkocht. Na zijn pensionering verruilde hij Engeland voor de Balearen (Menorca), waar hij zijn tijd voornamelijk doorbracht op zijn kleine jacht.
Rond de Kerst van 2006 is TVR in surseance van betaling gegaan. Kort daarop is het weer teruggekocht door Nikolai Smolenski, die er ook voor het faillissement de baas was. Op het moment leidt TVR een sluimerend bestaan en worden er geen auto’s meer gemaakt.